# Odnaleźć siebie
Odnaleźć siebie (ang. Regarding Henry) – amerykański film obyczajowy z 1991 roku w reżyserii Mike’a Nicholsa, zrealizowany według scenariusza J.J. Abramsa. Zdjęcia kręcono w Nowym Jorku.

## Fabuła
Ambitny amerykański adwokat Henry Turner (w tej roli Harrison Ford) jest świadkiem napadu i zostaje postrzelony w głowę. W efekcie trafia do szpitala i zmuszony jest rozpocząć życie od nowa: uczyć się mówić, chodzić i czytać, nie pamięta członków swojej rodziny ani znajomych. Po pewnym czasie wraca do pracy i tam mozolnie odkrywa swoją przeszłość, ale nie jest z niej zadowolony. Okazuje się, że był bezwzględny, nie cenił ani więzi rodzinnych, ani ludzi. Los dał mu drugą szansę, żeby poprzez chorobę odnaleźć nowego, lepszego siebie.

## Obsada
- Harrison Ford – Henry Turner
- Annette Bening – Sarah Turner
- Stanley Swerdlow – Pan Matthews
- Julie Follansbhee – Pani Matthews
- Rebecca Miller – Linda

i inni

## Informacje dodatkowe
- Pewna mieszkanka Nowego Jorku za możliwość zagrania epizodu w tym filmie zapłaciła 40 tysięcy dolarów.